# SCIRA
La Snipe Class International Racing Association, universalmente conocida por su sigla SCIRA, es la institución que gobierna la clase internacional Snipe. Forma parte de la Federación Internacional de Vela como clase internacional.

## Historia
Desde que se publicaron los planos para la construcción del Snipe, en julio de 1931, hasta mayo de 1932, ya se habían construido 150 unidades en los Estados Unidos que comenzaron a competir en regatas de flota. Los propietarios se organizaron para crear un órgano rector de la clase y fundaron la SCIRA en noviembre de 1932.
Hub E. Isaacks, de Dallas (Texas), fue nombrado su primer comodoro y se redactaron los estatutos y el primer libro de reglas de la clase. 
La clase se compone de barcos y regatistas asociados que se agrupan en flotas. Una de las facultades de SCIRA es el registro de barcos y la asignación de números de vela y números de flota. Al cierre del año 1932 había ya 250 Snipes registrados y se asignó el número de flota n.º 1 a la del Dallas Sailing Club. La primera flota registrada fuera de los Estados Unidos fue la del Royal Cinque Ports Yacht Club de Dover (Kent), con el n.º 8, en marzo de 1933.
En julio de 1936 la clase se convirtió en la más numerosa del mundo, y en 1958 se le reconoció el estatus de clase internacional por parte de la Federación Internacional de Vela (que entonces se denominaba International Yacht Racing Union -IYRU-).
En 2025 se alcanzó la cifra de 32 000 números de vela.

## Publicaciones
La SCIRA publica el libro de reglas de la clase y el "Snipe Bulletin", con noticias de la clase.

## Competiciones
La SCIRA es propietaria de una serie de trofeos que se otorgan en diferentes competiciones. Los ganadores y su flota son los responsables de custodiarlos y entregarlos en la siguiente edición.

### Trofeos
- Trofeo Hub E. Isaacks, a la flota del patrón del barco vencedor del Campeonato del Mundo absoluto.[8]
- Trofeo O’Leary, al tripulante del barco vencedor del Campeonato del Mundo absoluto.[9]
- Trofeo Earl Elms, al patrón del barco vencedor de la última regata del Campeonato del Mundo absoluto.[10]
- Trofeo Memorial Roy Yamaguchi, a la patrona y a la tripulante del barco vencedor del Campeonato del Mundo Femenino.[11]
- Trofeo Vieri Lasinio Di Castelvero, al patrón del barco vencedor del Campeonato del Mundo Juvenil (sub-22).[12]
- Trofeo Carmen Diaz, a la patrona y a la tripulante del primer barco de tripulación femenina en el Campeonato del Mundo Juvenil (sub-22).[13]
- Trofeo Memorial Id Crook, al patrón y al tripulante del barco vencedor del Campeonato del Mundo Máster (patrón mayor de 45 años y suma de edades entre patrón y tripulante superior a 80 años).[14]
- European Championship Trophy, a la flota del primer patrón europeo clasificado en el Campeonato de Europa absoluto.[15]
- Trofeo Europeo John Broughton, al patrón del barco ganador de la Copa de Europa.[16]
- Trofeo Perpetuo Sergio Michel, al patrón y al tripulante del barco vencedor del Campeonato Sur de Europa.[17]

## Junta Directiva
La SCIRA está dirigida por una Junta Directiva que se compone de los siguientes miembros:
| Miembros                                               |                              |            |         |
| Miembros con derecho a voto                            |                              |            |         |
| Cargo                                                  | Oficial                      | Mandato    | Periodo |
| Comodoro                                               | Martín Bermúdez de la Puente | 2 años     | 2025-26 |
| Vicecomodoro                                           | Paola Prada                  | 2 años     | 2025-26 |
| Secretario                                             | Taylor Scheuermann           | 2 años     | 2025-26 |
| Tesorero                                               | Yannick Laumans              | 4 años     | 2023-26 |
| Consejero Comité de Reglamentos                        | Antonio Bari                 | 4 años     | 2023-26 |
| Secretario General Europeo                             | Manuel Stichini Vilela       | 2 años     | 2025-26 |
| Secretario General del Hemisferio Occidental y Oriente | Alberto Prieto               | 2 años     | 2025-26 |
| Miembros sin derecho a voto                            |                              |            |         |
| Cargo                                                  | Oficial                      | Mandato    | Periodo |
| Medidor Jefe                                           | Luis González Álvarez        | 3 años     | 2025-28 |
| Director de Comunicación                               | Don Bedford                  | Sin límite | 2013-   |
| Viceconsejero Comité de Reglamentos                    |                              | Sin límite | 2021-   |
| Director Ejecutivo                                     | Jerelyn Biehl                | Sin límite | 1993-   |
| Asesor Legal                                           | Leigh Savage                 | Sin límite |         |

## Estructura territorial
A nivel territorial, la SCIRA divide el mundo en dos hemisferios: el Hemisferio Occidental y Asia (anteriormente Hemisferio Occidental y Oriente) y Europa (anteriormente Europa y África), cada uno dirigido por un Secretario General, formando parte de la Junta Directiva ambos Secretarios Generales, según la sección 23.1 de la constitución de la clase. Cada hemisferio puede, a su vez, nombrar secretarios continentales, además de los vicesecretarios, que reporten a cada uno de los dos Secretarios Generales, según la sección 34 de la constitución. El Hemisferio Occidental y Asia tiene secretarios continentales de América del Norte, de América del Sur y de Asia, mientras que Europa tiene secretarios continentales de Europa del Norte, de Europa del Sur y de Europa Central (hasta 2025 eran Europa del Norte, Europa del Sur y Europa del Este).
A continuación, cada país tiene un Secretario Nacional, que a su vez puede dividir su territorio en distritos si lo considera oportuno, y previa aprobación de su Secretario General, según la sección 31 de la constitución de la clase, para coordinar más eficientemente a los diferentes capitanes de flota del país. Son estos últimos, los capitanes de flota, los representantes de los miembros de la clase, que se agrupan en flotas, los cargos más activos de la clase y sobre los que recae la tarea de promover y vertebrar cada flota.

## Comité técnico
El comité técnico analiza anualmente las propuestas presentadas para modificar el libro de reglas de la clase y asesora a la junta directiva antes de su decisión, ya que la junta directiva es el único órgano que decide sobre su aprobación. Actualmente lo forman:
- Antonio Bari, presidente
- Ricardo Lobato, vicepresidente
- Luis González, medidor jefe
- Mariano Arroyo, vocal
- Jan Carlander, vocal
- Alex Pline, vocal
- Masakazu Sasai, vocal
- César Travado, jefe de comunicación

## Comodoros
Lista de comodoros de la SCIRA desde su fundación:
| Periodo | Comodoro            |
| ------- | ------------------- |
| 1933    | Hub E. Isaacks      |
| 1934    | M.J. Davis          |
| 1935    | A.H. Bosworth       |
| 1936    | M.S.A. Reichner     |
| 1937    | Harry Lund          |
| 1938    | G.Q. McGown, Jr.    |
| 1939    | Taver Bayly         |
| 1940    | H.R. Schuette       |
| 1941    | Perry Bass          |
| 1942-43 | C.R. Miller         |
| 1944    | W.G. Green          |
| 1945    | George Becker       |
| 1946    | Charles Heinzerling |
| 1947-48 | Donald R. Simonds   |
| 1949    | Harold Griffith     |
| 1950    | Roy T. Hurley       |
| 1951    | John T. Hayward     |
| 1952    | Owen E. Duffy       |
| 1953    | Carl Zimmerman      |
| 1954    | Ted A. Wells        |
| 1955    | Eddie Williams      |
| 1956    | Harold L. Gilreath  |
| 1957    | Terry Whittemore    |
| 1958    | Fred Schenck        |
| 1959    | Alan Levinson       |
| 1960    | Edward Garfield     |
| 1961    | F.V.G. Penman       |
| 1962    | Sam W. Norwood      |
| 1963    | Floyd E. Hughes     |
| 1964-65 | A.F. Hook           |

| Periodo | Comodoro               |
| ------- | ---------------------- |
| 1966-67 | Basil Kelly            |
| 1968-69 | Robert Schaeffer       |
| 1970    | Ángel Riveras          |
| 1971    | William M. Kilpatrick  |
| 1972    | Richard L. Tillman     |
| 1973-74 | Ralph M. Swanson       |
| 1975    | Stuart L. Griffing     |
| 1976    | Svend Rantil           |
| 1977    | Dan Williams           |
| 1978    | Bruce Colyer           |
| 1979    | Flavio Caiuby          |
| 1980    | Gonzalo E. Diaz, Sr.   |
| 1981    | Paul F. Festersen      |
| 1982    | Arturo Delgado         |
| 1983    | Douglas DeSouza        |
| 1984    | Eugene T. Tragus       |
| 1985    | Roberto J. Salvat      |
| 1986-87 | Wayne Soares           |
| 1988    | Jerry Thompson         |
| 1989    | Per Ole Holm           |
| 1990    | Peter Fenner           |
| 1991    | R. Means Davis         |
| 1992    | Fujiya Matsumoto       |
| 1993    | Terry Timm             |
| 1994    | Horacio Garcia Pastori |
| 1995    | Jimmie Lowe            |
| 1996    | Giorgio Brezich        |
| 1997    | Gonzalo Diaz, Jr.      |
| 1998    | Akibumi Shinoda        |
| 1999    | Lee Griffith           |

| Periodo | Comodoro        |
| ------- | --------------- |
| 2000    | Id Crook        |
| 2001    | Bertel Bojlesen |
| 2002    | Birger Jansen   |
| 2003    | Brainard Cooper |
| 2004    | Jiro Yamamoto   |
| 2005    | Henrique Motta  |
| 2006-07 | Robert Dunkley  |
| 2008-09 | Pedro Garra     |
| 2010-11 | Luis Pessanha   |
| 2012-13 | Don Bedford     |
| 2014-15 | Ricardo Lobato  |
| 2016-17 | Gweneth Crook   |
| 2018-19 | Pietro Fantoni  |
| 2020-22 | Luis Soubié     |
| 2023-24 | Zbigniew Rakocy |

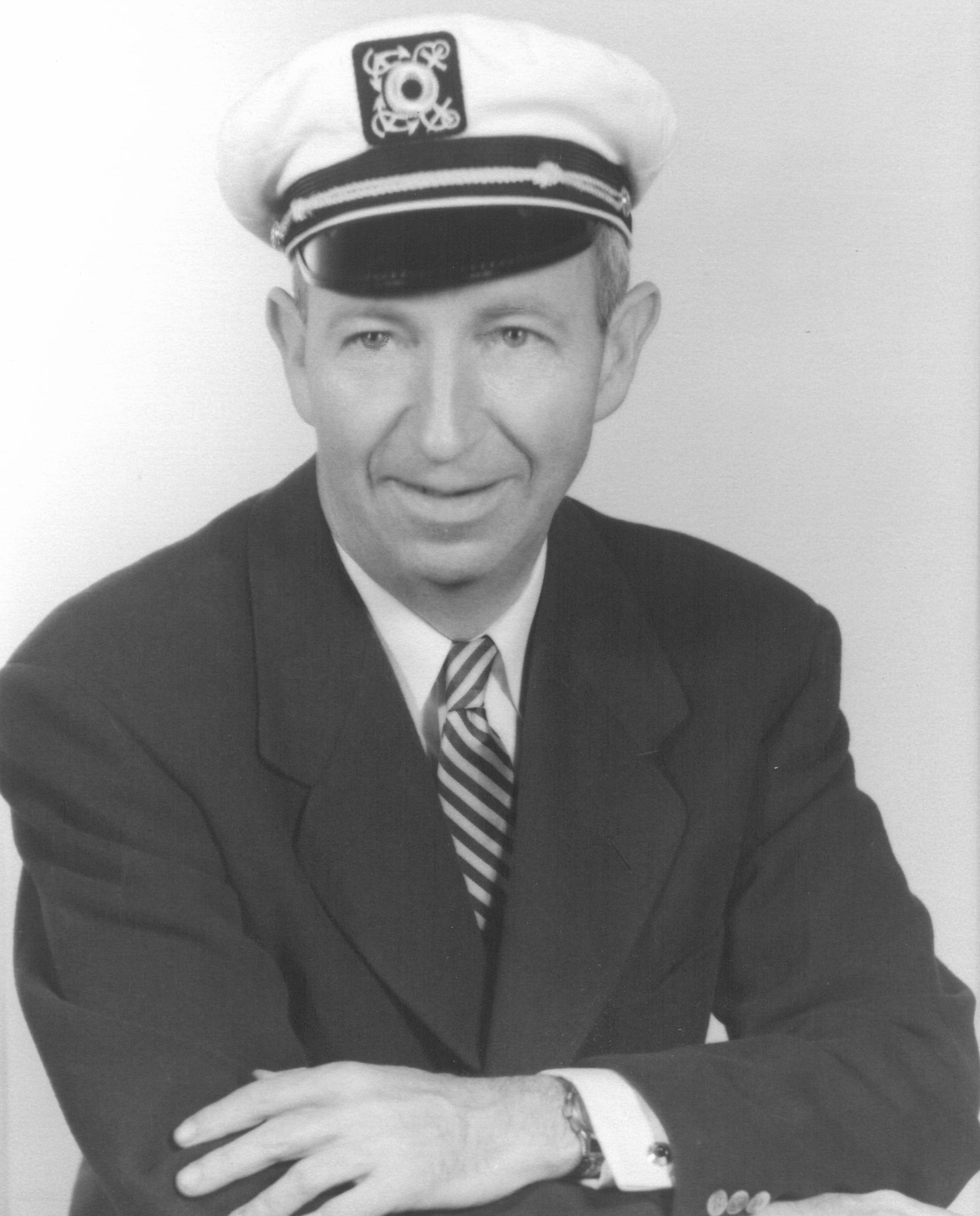
Ted Wells, 1954 commodore.
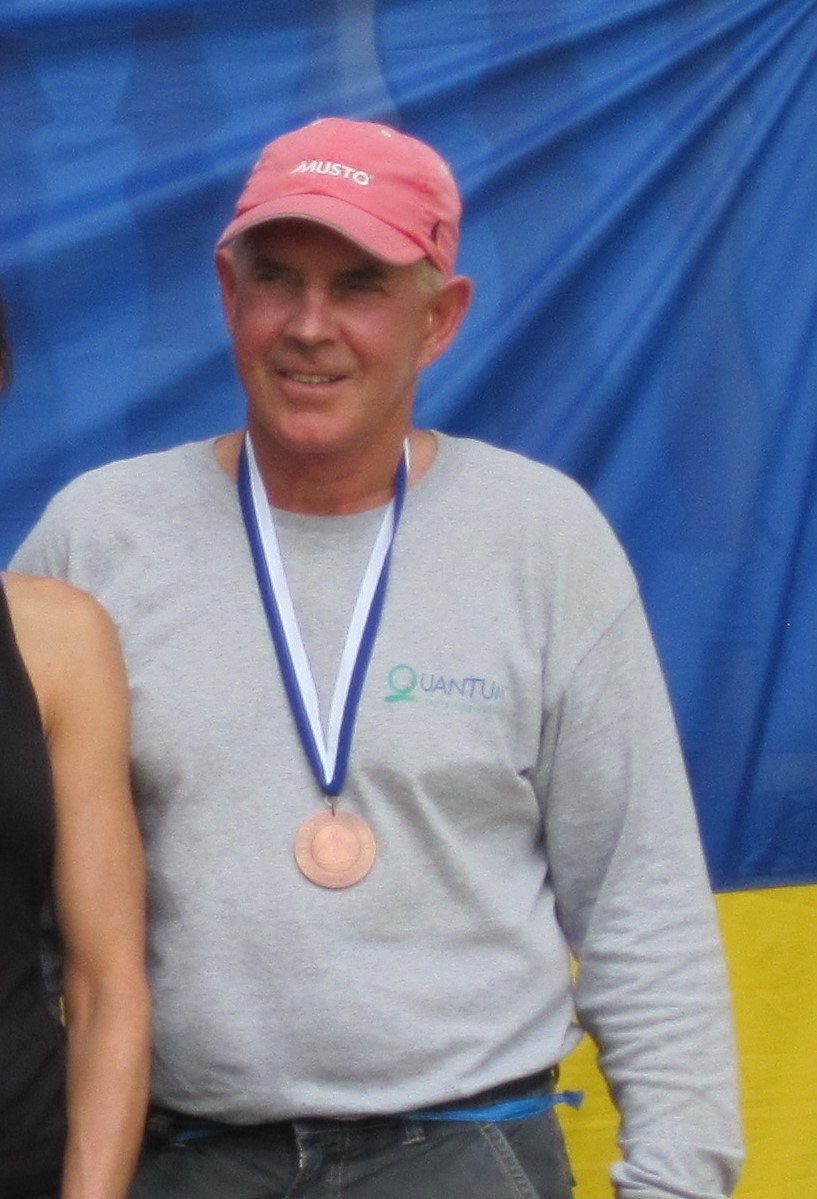
Birger Jansen, 2002 commodore.
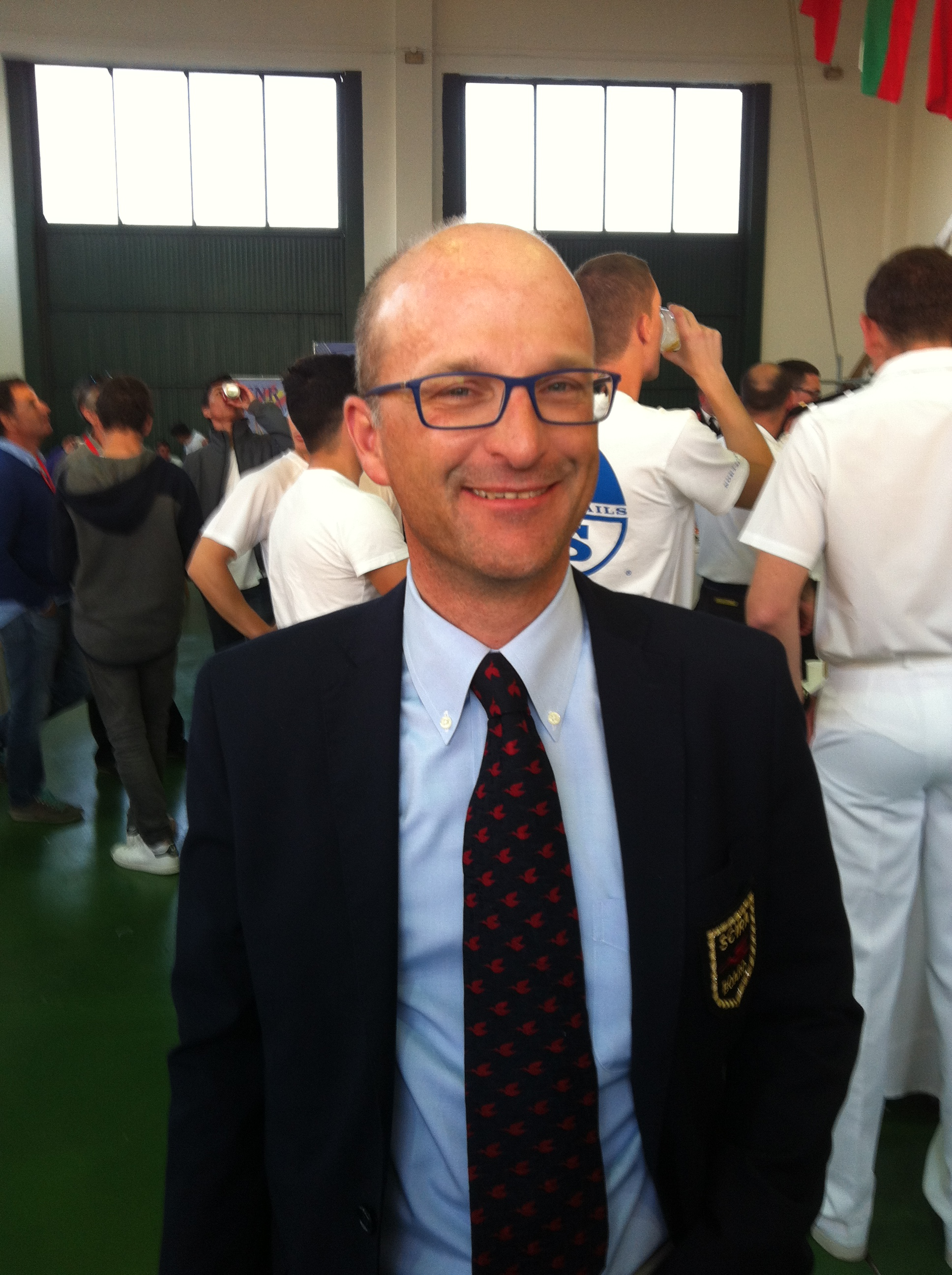
Pietro Fantoni, 2018-19 commodore.

## Ejecutivos
Además de los cargos elegidos, la SCIRA cuenta con un director ejecutivo, que hasta 1988 se denominaba Secretario Ejecutivo.